# Margo Rukun (Muara Sugihan)
Margo Rukun is een bestuurslaag in het regentschap Banyuasin van de provincie Zuid-Sumatra, Indonesië. Margo Rukun telt 2652 inwoners (volkstelling 2010).